# Anthony Brown
Anthony LeJohn Brown (Bellflower, Califórnia, 10 de outubro de 1992) é um jogador profissional de basquete norte-americano que atualmente joga pelo Türk Telekom Ankara na BSL (Turquia) e na EuroCopa. Ele atuou também pelo time da Universidade de Stanford, o Cardinal, enquanto estava na faculdade.

## Universidade
Brown jogou pelo Stanford Cardinal de 2010 até 2015. Ele foi um dos poucos jogadores a permanecer 5 anos na faculdade, pois na sua temporada de júnior (terceiro ano), sofreu uma grave lesão que o tirou da temporada. Com isso, a temporada 2013-14 se tornou a sua "Junior Season", e ele conseguiu médias de 12.3 pontos e 5.0 rebotes com 47.5% de aproveitamento nos arremessos de quadra, 45.3% nas bolas de 3 pontos e 78.5% no lance livre. Com isso, ele foi eleito o jogador que mais evoluiu na conferência PAC-12. Durante a sua carreira por Stanford, Brown conquistou médias de 10.8 pontos, 4.8 rebotes e 1.6 assistências por jogo.
Ele se tornou bacharel em comunicação em maio de 2014, e se tornou elegível para o Draft da NBA de 2015.

## Carreira profissional

### Los Angeles Lakers e D-League
Em 25 de junho de 2015, Brown foi selecionado na 34ª escolha pelo Los Angeles Lakers no NBA Draft 2015. Em 9 de julho, ele assinou um contrato de 3 anos com o Lakers por pouco mais de 2 milhões de dólares, sendo o último ano, opção do Lakers manter o jogador. Ele fez a sua estreia profissional no dia 30 de outubro de 2015, marcando 5 pontos vindo do banco, na derrota do Lakers para o Sacramento Kings. Durante sua temporada de rookie (novato), Brown foi enviado várias vezes para o Los Angeles D-Fenders, time afiliado ao Los Angeles Lakers na Liga de Desenvolvimento da NBA (D-League).

### New Orleans Pelicans (2016-presente)
Em 21 de novembro, Brown assinou com o New Orleans Pelicans.

## Estatísticas da Carreira

### Faculdade
| Ano      | Equipe   | PJ  | PT  | MPJ  | AP   | 3P   | LL    | RT  | AS  | BR  | TO  | PPJ  |
| -------- | -------- | --- | --- | ---- | ---- | ---- | ----- | --- | --- | --- | --- | ---- |
| 2010-11  | Stanford | 30  | 12  | 23.9 | .417 | .353 | .709  | 3.2 | 0.8 | 0.5 | 0.2 | 8.7  |
| 2011-12  | Stanford | 37  | 21  | 23.9 | .396 | .350 | .625  | 4.0 | 1.0 | 0.6 | 0.1 | 8.1  |
| 2012-13  | Stanford | 4   | 2   | 17.5 | .200 | .333 | 1.000 | 2.3 | 0.3 | 0.3 | 0.3 | 3.0  |
| 2013-14  | Stanford | 36  | 35  | 33.5 | .475 | .453 | .785  | 5.0 | 2.1 | 0.9 | 0.1 | 12.3 |
| 2014-15  | Stanford | 37  | 36  | 35.7 | .431 | .441 | .795  | 6.9 | 2.5 | 0.8 | 0.2 | 14.8 |
| Carreira |          | 144 | 106 | 29.2 | .428 | .403 | .751  | 4.8 | 1.6 | 0.7 | 0.2 | 10.8 |

## Ligações Externas
- Perfil na Espn